# Scolecomorphus uluguruensis
Scolecomorphus uluguruensis es una especie de anfibio gimnofión de la familia Caeciliidae.
Es endémica de los Montes Uluguru, de la parte centrooriental de Tanzania.